# Haimbachia cochisensis
Haimbachia cochisensis é uma espécie de mariposa pertencente à família Crambidae. Foi descrita pela primeira vez por Capps, em 1965. Pode-se encontrar na América do Norte, onde há registos da sua ocorrência no  Arizona.